# Llissa morruda
La llissa morruda, la llissa galubet, la llissa marcenca, la llíssera morruda o la caluga (Oedalechilus labeo) és una espècie de peix de la família dels mugílids i de l'ordre dels mugiliformes.
Pot assolir 25 cm de longitud total. És ovípar i els ous pelàgics. És un peix de clima subtropical i demersal que es troba des del Marroc fins a Gibraltar i, també, a la Mediterrània. És absent de la mar Negra.
Es pot observar pasturant per la superfície en mars tranquils o a l'interior dels ports, on assoleixen mides considerables. Malgrat que la carn és força apreciada en alguns països, no és freqüent trobar-ne al mercat català, ja que s'associa amb les aigües brutes dels ports i amb regust de petroli.
És inofensiu per als humans.